# Merri
Merri – miejscowość i gmina we Francji, w regionie Normandia, w departamencie Orne.
Według danych na rok 1990 gminę zamieszkiwały 142 osoby, a gęstość zaludnienia wynosiła 24 osoby/km² (wśród 1815 gmin Dolnej Normandii Merri plasuje się na 744. miejscu pod względem liczby ludności, natomiast pod względem powierzchni na miejscu 806.).